# Richard DeVos
Richard Marvin DeVos Sr. (Grand Rapids, Míchigan; 4 de marzo de 1926-Ada, Míchigan; 6 de septiembre de 2018) fue un empresario, emprendedor y millonario estadounidense, cofundador de Amway junto con Jay Van Andel (compañía reestructurada como Alticor en 2000), y propietario del equipo de baloncesto Orlando Magic de la NBA. En 2012, la revista Forbes lo incluyó como la persona 60.º más rica de los Estados Unidos, y el 205.º más rico en el mundo, con un valor neto estimado de 5.100 millones de dólares.

## Primeros años y educación
DeVos fue educado en el Calvin College y era miembro de la Sigma Phi Epsilon Fraternity. Sirvió en el ejército durante la Segunda Guerra Mundial en el Cuerpo Aéreo del Ejército de los Estados Unidos.

## Libros
En 1975, DeVos publicó un libro acerca de su éxito, en coautoría con Charles Paul Conn, titulado ¡Creélo!. Entre sus libros destaca “Capitalismo solidario y esperanza de mi corazón: Diez lecciones para la vida”, que refleja sus sentimientos después de someterse con éxito una operación de trasplante de corazón en 1997. Esto fue precedido por dos operaciones de corazón de circunvalación en 1983 y 1992.

## Propiedades deportivas
DeVos fue el dueño del equipo de baloncesto de la franquicia de la Asociación Nacional de Baloncesto, los Orlando Magic, después de haber comprado el equipo en 1991. DeVos también es propietario de los Bears Orlando Solar, Grand Rapids Griffins, y las Hojas de Kansas City, tres de la Liga Internacional de Hockey franquicias antes de esa liga dobladas, y los osos solares y cuchillas se cerraron como consecuencia del plegamiento liga, mientras que los Griffin se trasladó a la American Hockey League, y ahora están bajo la propiedad de Dan DeVos, uno de los hijos de Richard. En 2011, se anunció que DeVos planeaban reactivar los osos solares como una franquicia de expansión para la ECHL. La nueva franquicia tendrá el hielo en octubre de 2012.
DeVos aprovechó para comprar el Magic, y después de una reunión de 45 minutos,  escribió un solo cheque de 300 millones de dólares para la compra del equipo.
DeVos pidió al Condado de Orange, Florida, ayuda para pagar el nuevo estadio de los Orlando Magic con fondos del condado y la Corporación de dinero de Dema Stobell. Amway paga por los derechos del nombre a Amway Arena. El uso del dinero público fue controvertido.

## Filantropía
Cofundó la Fundación Richard y Helen DeVos, una fundación conservadora estadounidense y un organismo donante en 1970. Tiene su sede en Grand Rapids, Michigan. Los DeVos eran conocidos en su filantropía por contribuir a la educación, la atención médica, las artes y las causas históricas como Mount Vernon y los “tanques de pensamiento” de libre mercado como The Heritage Foundation y AEI (en:).

## Participación política
DeVos fue un importante donante del Partido Republicano de EE. UU. y de causas conservadoras, incluido Focus on the Family, y el Instituto Empresarial Americano. DeVos apoyó las candidaturas de Rick Santorum y Newt Gingrich. DeVos ha servido como presidente de finanzas del Comité Nacional Republicano. En 1987, el presidente Ronald Reagan nombró a DeVos como Presidente de la Comisión sobre la epidemia del VIH.

## Consejos
Él se sentó en el consejo de administración de la Universidad de Northwood y tiene puesto de presidente del Consejo de Política Nacional. Actualmente es miembro de la junta directiva del Centro Nacional de la Constitución de Filadelfia, que es un museo dedicado a la Constitución de los Estados Unidos. Además, se sienta en el consejo del Instituto de Líderes Cristianos, una organización sin fines de lucro comprometida con el fortalecimiento de la Iglesia cristiana.

## Vida personal
Además de Dan (dueño de los Griffin), DeVos es el padre de Richard Jr., Cheri y Doug. Richard Jr. fue el candidato del Partido Republicano para gobernador de Michigan en 2006, pero fue derrotado por la entonces gobernador titular, Jennifer Granholm.
Ha hecho su misión de llevar la Iglesia Cristiana Reformada de América del Norte y la Iglesia Reformada en América, que se separó en 1857 y dividió a sus abuelos, de nuevo juntos.